# Slåttstjärnen
Slåttstjärnen är en sjö i Ljusdals kommun i Hälsingland och ingår i Ljusnans huvudavrinningsområde. Sjön har en area på 0,0966 kvadratkilometer och ligger 339,9 meter över havet.

## Delavrinningsområde
Slåttstjärnen ingår i det delavrinningsområde (683704-148345) som SMHI kallar för Utloppet av Lindstasjön. Medelhöjden är 365 meter över havet och ytan är 29,36 kvadratkilometer. Det finns inga avrinningsområden uppströms utan avrinningsområdet är högsta punkten. Lindstabäcken som avvattnar avrinningsområdet har biflödesordning 4, vilket innebär att vattnet flödar genom totalt 4 vattendrag innan det når havet efter 172 kilometer. Avrinningsområdet består mestadels av skog (75 procent). Avrinningsområdet har 5,16 kvadratkilometer vattenytor vilket ger det en sjöprocent på 17,6 procent.